# Тейлор-Флетчер, Гари
Гари Тейлор-Флетчер (англ. Gary Taylor-Fletcher; родился 4 июня 1981, Ливерпуль, Англия) — английский футболист, нападающий, тренер.

## Биография
Родился в Ливерпуле. Начал карьеру в клубе «Нортуич Виктория», где сыграл 43 матча и забил 11 мячей. Во время полугодовой аренды в «Халл Сити» сыграл 5 матчей и ни разу не забил. Из «Нортуича» он ушёл летом 2001 года в «Лейтон Ориент», откуда был отправлен в аренду в клубы «Грейс Атлетик» и «Дагенем энд Редбридж». За «Лейтон Ориент» он сыграл в 21 матче и забил 1 гол. За «Грейс Атлетик» он сыграл 4 матча и стал автором 3 голов. В «Дагенем энд Редбридж» за год он сыграл 8 матчей и забил только однажды. В 2003 году он уходит в «Линкольн Сити», где за 2 года он сыграл в 90 играх и 30 раз забил. В 2005 году он уходит в «Хаддерсфилд Таун», где принял участие в 82 матчах и забил 21 мяч. В 2007 году перешёл в клуб Чемпионата Футбольной лиги «Блэкпул», который в сезоне 2009/10 не без помощи Гари вышел в Английскую Премьер-лигу. В том сезоне «Блэкпул» занял 19 место.